# Break Stuff
Break Stuff è un singolo del gruppo musicale statunitense Limp Bizkit, pubblicato il 2 maggio 2000 come quarto e ultimo estratto dal secondo album in studio Significant Other.

## Descrizione
In un'intervista concessa alla rivista Guitar World all'epoca della pubblicazione del singolo, il chitarrista Wes Borland sostenne che la canzone era un tentativo diretto di far capire al pubblico che "il gruppo era un prodotto inedito, e non solo una semplice scoperta dei Korn".
È stato pubblicato quasi contemporaneamente al singolo N 2 Gether Now.

## Accoglienza
Nel 2022 le riviste Metal Hammer e Kerrang! hanno inserito "Break Stuff" nella lista delle dieci migliori canzoni dei Limp Bizkit, in prima posizione.

## Video musicale
Il video della canzone è stato girato dal cantante Fred Durst e vede il gruppo eseguire il brano insieme ai loro stessi fan e ad altri musicisti tra cui Jonathan Davis dei Korn, Eminem, Snoop Dogg e Dr. Dre.

## Tracce
CD Singolo (Australia)
1. Break Stuff (Album Version) – 2:47
2. Crushed – 3:24
3. Faith – 2:27
4. Counterfeit (Lethal Dose Remix) – 5:54
5. Faith (Music Video)
6. Nookie (Music Video)
7. Re-Arranged (Music Video)
8. N 2 Gether Now (Music Video)

## Formazione
- Fred Durst – voce
- Wes Borland – chitarra
- Sam Rivers – basso
- John Otto – batteria
- DJ Lethal – giradischi

## Classifiche
| Classifica (2000) | Posizione massima |
| ----------------- | ----------------- |
| Australia         | 41                |
| Germania          | 42                |
| Paesi Bassi       | 28                |
| Stati Uniti       | 123               |
| Svizzera          | 95                |

## Cover
- Richard Cheese and the Lounge Against the Machine ne hanno inciso una versione lounge, contenuta nell'album del 2000 Lounge Against the Machine.